# Església de la Mare de Déu del Pilar (Canfranc)
L'església parroquial de Nostra Senyora del Pilar a Canfranc-Estació, al terme municipal de Canfranc (Província d'Osca, Espanya) és obra de l'arquitecte Miguel Fisac Serna i va ser consagrada en 1969. S'integra en clara harmonia amb el magnífic paisatge  pirinenc en el qual s'insereix. Resol el programa d'un complex parroquial rural, compost per un temple i tots els serveis annexos de sagristia, despatx parroquial, arxiu, saló parroquial i habitatge del rector.
L'any 2007 va ser declarada Bé d'Interès Cultural, en la categoria de Monument, publicant-se en el Butlletí Oficial d'Aragó del dia 20 d’octubre de 2007, pel Decret 257/2007, de 2 d’octubre, del Govern d'Aragó.
El conjunt parroquial està presidit pel volum ocupat pel temple, el qual es disposa en forma de ventall, tancat per un mur frontal sinuós i amb una coberta de gran pendent gairebé paral·lela al vessant. Completen el conjunt dels annexos adossats en els laterals del temple, al nord els serveis parroquials i al sud l'habitatge del rector.
L'interior del temple té una forta càrrega simbòlica. Destaca el domini de la llum materialitzar en els murs nus de pedra sobre els que es realitzen obertures precises per les que la llum penetra i tiba l'espacio interior.
L'església combina el sistema tradicional de murs de càrrega de maçoneria de pedra, amb una estructura de coberta prefabricada formada per cintres metàl·liques triangulars. La cobertura de tot l'immoble es realitza mitjançant safates d'alumini en el seu color. L'elecció d'aquest material resulta molt encertada en el seu context, ja que l'alumini platejat reflecteix la llum i aporta lleugeresa al conjunt.
La taula d'altar, seu, ambó, base de sagrari, pica baptismal, dues pices d'aigua beneïda, columna de la Verge del Pilar i paraigüer en pedra tallada, són també obres de Fisac. Però el més destacable artísticament en el seu interior és una col·lecció de talles dels segles del xvi al xviii, procedent d'altres esglésies, com són el Crist Crucificat en fusta policromada del segle xvi, de l'església parroquial de Tiermas, la Verge del Pilar en fusta policromada del segle xviii, de l'antiga església parroquial de la partida d'Els Arañones o la Immaculada Concepció en escaiola policromada del segle xx.
Finalment, podem dir que l'església parroquial de Canfranc-Estació conserva gran part de la seva autenticitat i integritat, tot i haver sofert algunes obres de reconstrucció a causa dels desperfectes provocats per una allau.